# فرودگاه واخال
فرودگاه واخال (به انگلیسی: Vauxhall Airport) یک فرودگاه همگانی است که یک باند فرود آسفالت دارد و طول باند آن ۸۹۹ متر است. این فرودگاه در کشور کانادا قرار دارد و در ارتفاع ۷۸۶ متری از سطح دریا واقع شده است.